# Азиатский таракан
Азиатский таракан (лат. Blattella asahinai) — вид тараканов из семейства Ectobiidae. Наряду с Blattella  germanica и Blattella lituricollis входит в состав германской видовой группы рода Blattella.

## Описание
Азиатский таракан похож на рыжего таракана, но имеет несколько незначительных морфологических отличий. Длина тела около 16 мм, окраска коричневая. Крылья азиатского таракана длиннее, чем у рыжего таракана. Морфологически азиатский таракан и рыжий таракан являются видами-близнецами, однако они отличаются локализацией ядрышкового организатора и составом кугикулярных углеводородов. Известны случаи гибридизации между этими видами

## Распространение
Таракан обитает в тропических и субтропических зонах Азии. 
В США был впервые выявлен в 1986 году в городе Лейкленд, штат Флорида. С тех пор он распространился и в других южных штатах. Его численность достигает своего апогея в конце августа и быстро снижается с наступлением прохладной погоды. Во время неблагоприятных погодных условий азиатские тараканы ведут скрытный образ жизни в листовой подстилке.

## Биология
Основной экологической нишей азиатского таракана является листовая подстилка, а также покрытые травой участки земли.  Данный вид хорошо летает и не является синантропным видом, хотя и может основывать колонии в жилищах человека. В отличие от рыжего таракана азиатский обладает положительным фототаксисом — его привлекают источники света.